# 大儀寺 (鉾田市)
大儀寺（だいぎじ）は、茨城県鉾田市にある臨済宗妙心寺派の寺院。

## 歴史
慶長年間（1596年 - 1615年）に開山された。その後、1684年（貞享元年）に仏頂禅師によって中興された。
仏頂禅師はかねてより松尾芭蕉と親交があり、芭蕉が月見をしようと仏頂禅師のところに訪れたのが当寺だといわれている。そのため境内には芭蕉の句碑がある。また現代俳人の句碑もあり、「俳句の寺」となっている。

## 文化財
- 大儀寺境内全域（鉾田市指定名勝）[3]

大儀寺のギャラリー
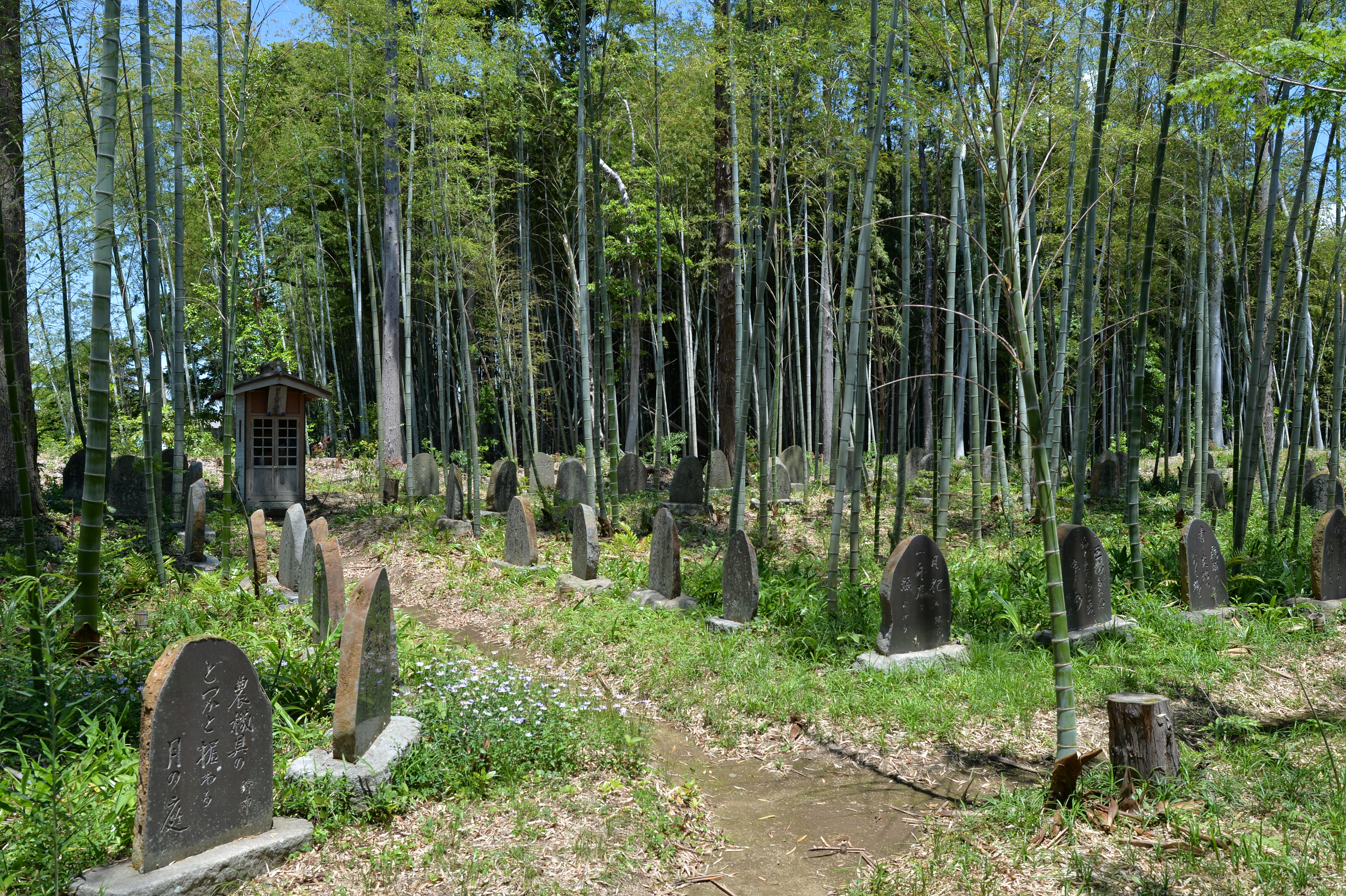
現代俳人の句碑が「俳句の寺」を象徴する
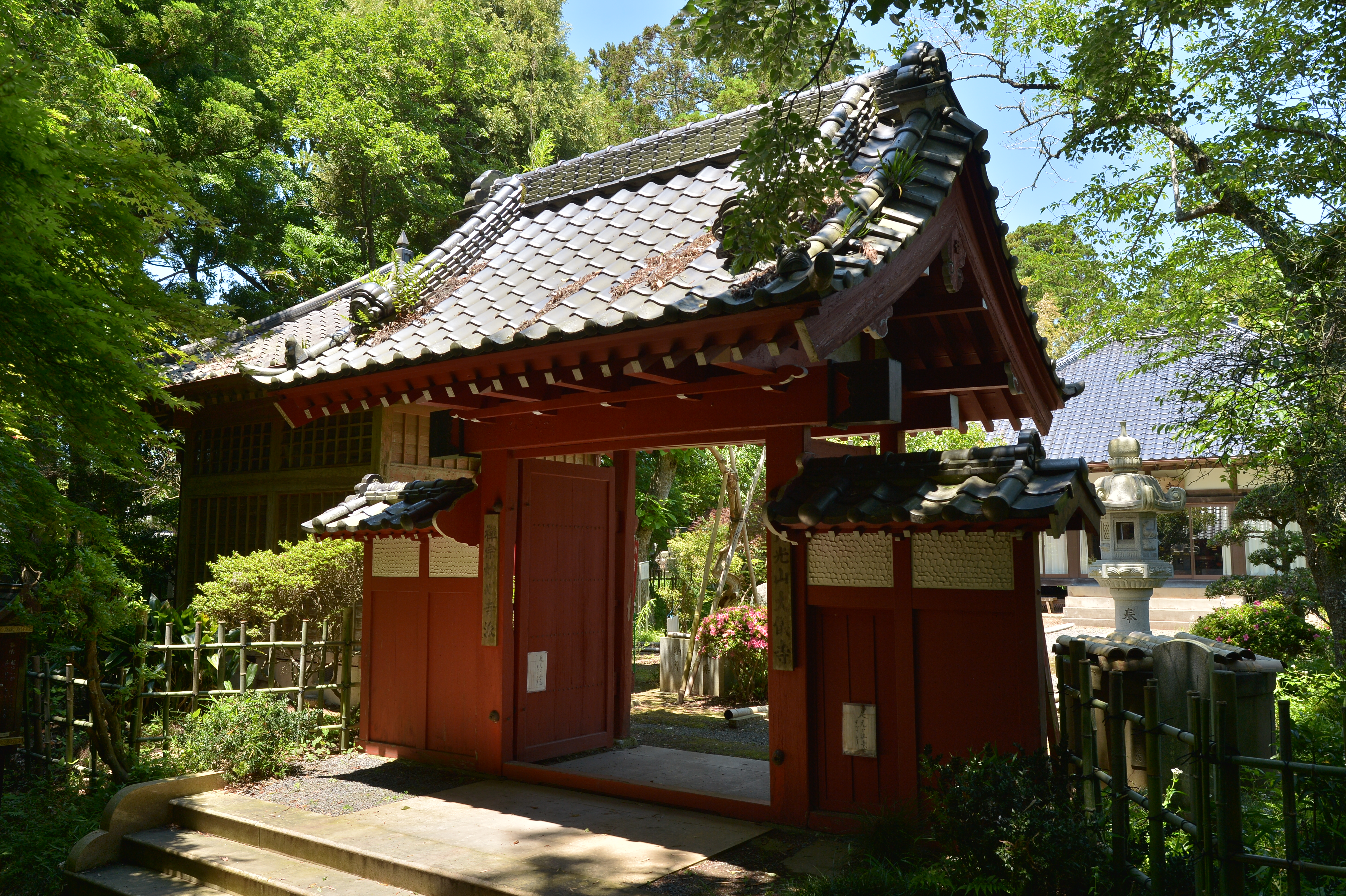
大儀寺の山門
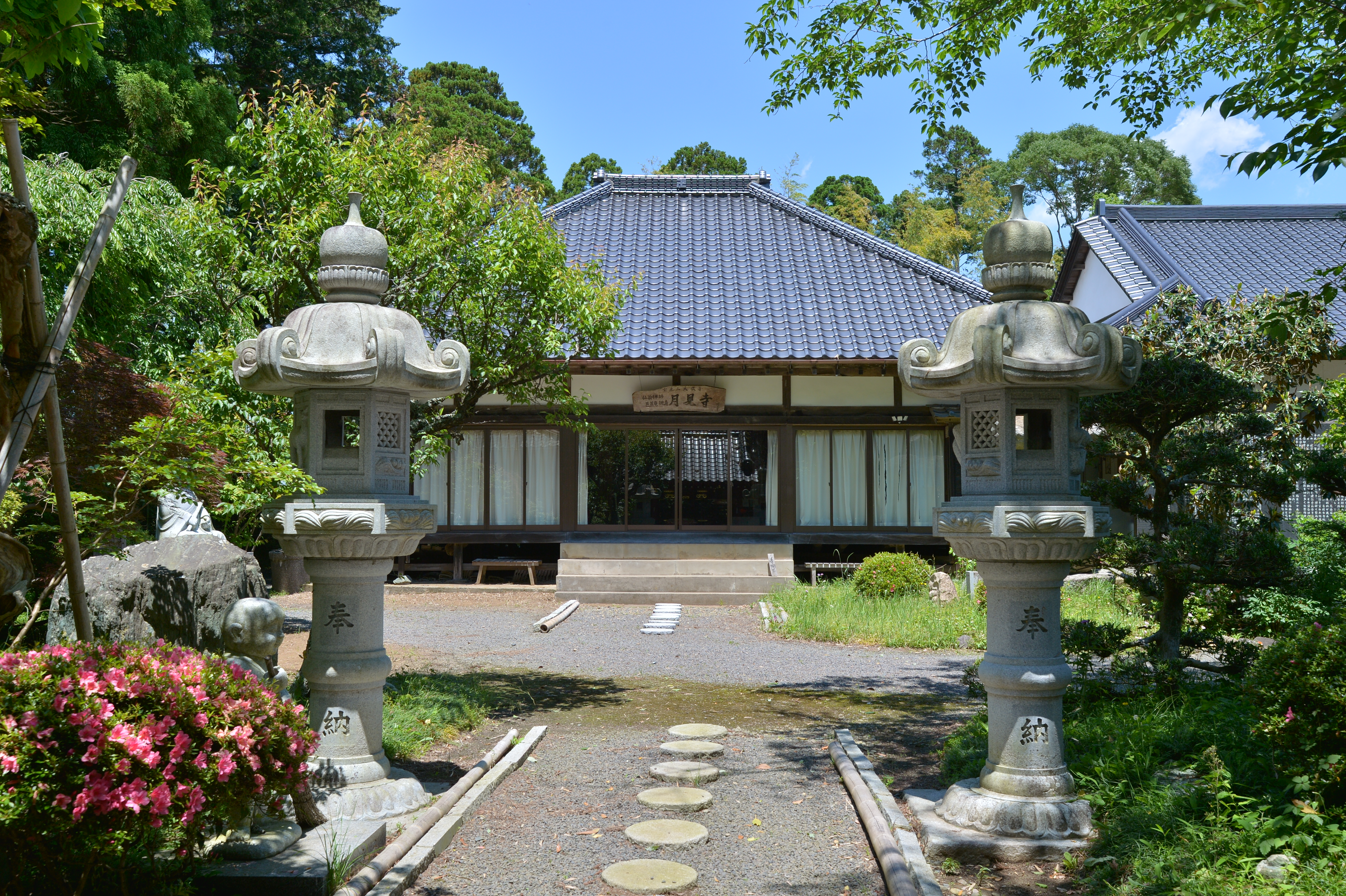
大儀寺の本堂
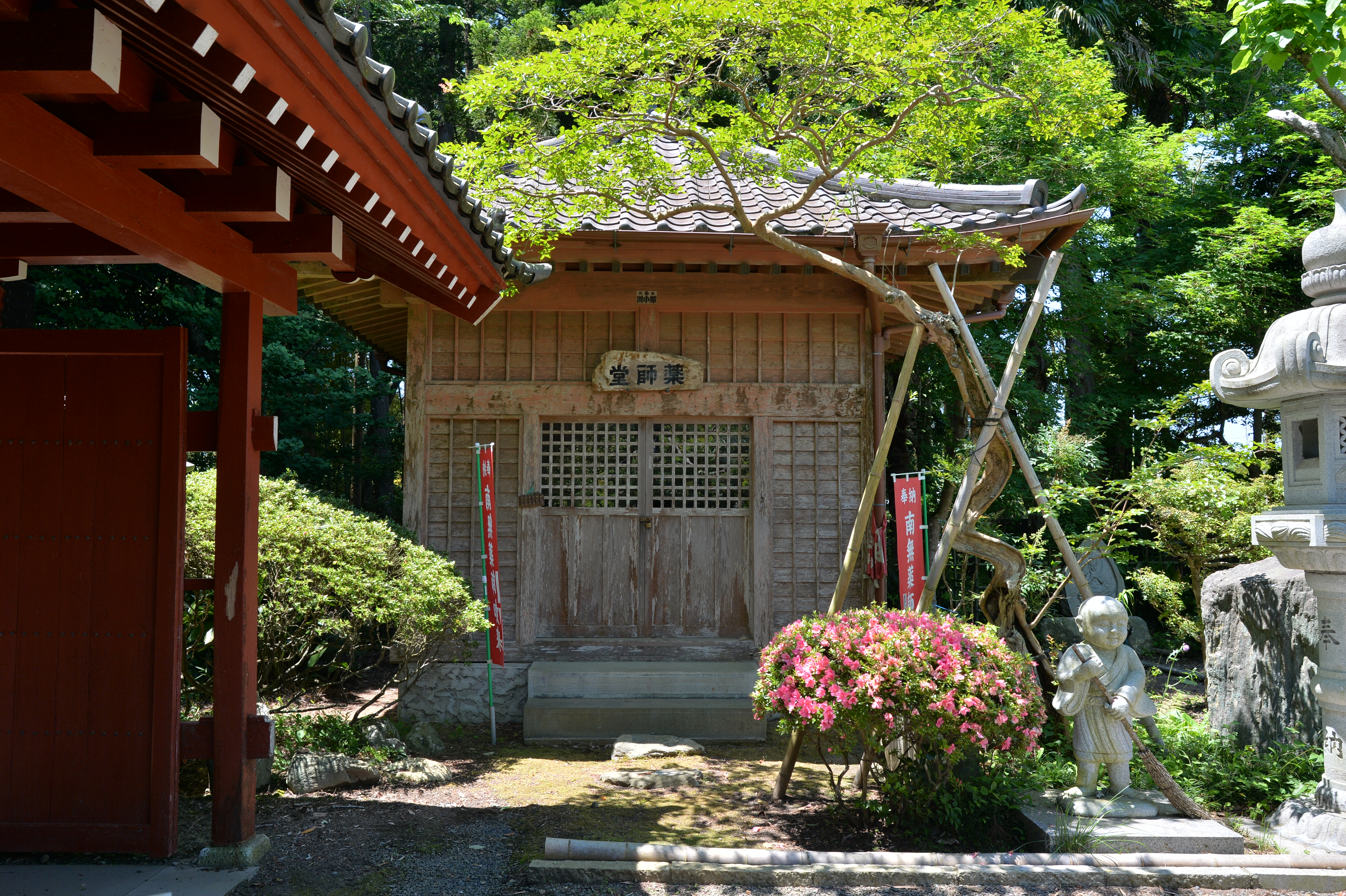
薬師堂
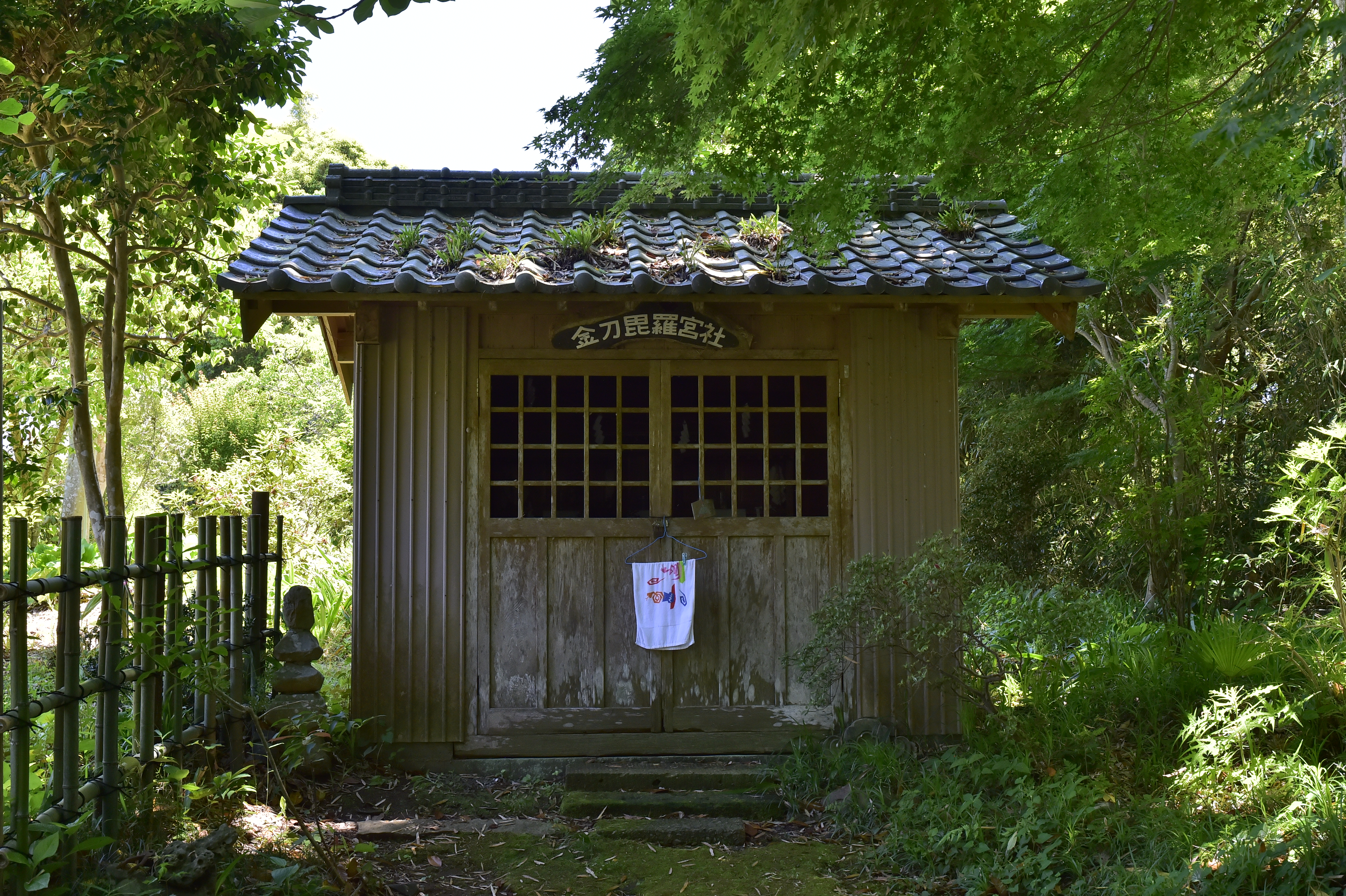
金比羅宮社

## 交通アクセス
- 大洋駅より車6分。